# Sigrid Brinkmann
Sigrid Brinkmann (* 21. Juni 1942 in Breslau) ist eine deutsche Steuerberaterin und ehemalige Abgeordnete der Hamburgischen Bürgerschaft für die CDU.

## Leben
Sigrid Brinkmann legte 1961 ihr Abitur am mathematisch-naturwissenschaftlichen Zweig der Albert-Schweitzer-Schule in Hamburg-Ohlsdorf ab. Von 1961 bis 1966 studierte sie Volks- und Betriebswirtschaftslehre an der Universität Hamburg. Sie legte ein Jahr Studienpause ein, bedingt durch die Geburt ihres ersten Kindes. Während der Vorlesungszeiten mit verminderter Stundenzahl war sie nebenbei als Postfacharbeiterin und als Sachbearbeiterin in der Mineralölindustrie tätig. Nach ihrem Abschluss als Diplomkaufmann arbeitete sie von 1966 an zunächst als Kreditsachbearbeiterin eines öffentlich-rechtlichen Kreditinstituts, später als Vorstandsreferentin einer norddeutschen Regionalbank.
1972 machte sie sich selbstständig, zunächst als beratende Betriebswirtin, seit 1974 als Steuerbevollmächtigte, von 1977 an als Steuerberaterin. Sie ist verheiratet und hat zwei Kinder.

## Politik
Sigrid Brinkmann trat 1973 in die CDU ein. Von 1974 bis 1982 gehörte sie für ihre Partei als Abgeordnete der Hamburgischen Bürgerschaft an. Sie engagierte sich dort vor allem im Haushaltsausschuss und als Stellvertreterin im Ausschuss Hafen und Wirtschaft.